# Scott Wimmer
Scott Wimmer (Wausau, Wisconsin, 26 januari 1976) is een Amerikaans autocoureur die actief is in de NASCAR Sprint Cup en de NASCAR Nationwide Series.

## Carrière
Wimmer debuteerde in 2000 in de toenmalige Busch Series. Zijn beste prestaties behaalde hij in 2002 toen hij vier races won en derde eindigde in het kampioenschap. Daarna won hij nog een race in 2003 en 2008. Hij debuteerde eveneens in 2000 in de Winston Cup, de hoogste klasse in de NASCAR. Zijn tot nog toe beste prestatie was een derde plaats tijdens Daytona 500 van 2004.